# Tchécoslovaquie aux Jeux olympiques d'été de 1928
La Tchécoslovaquie est représentée aux Jeux olympiques de 1928, à Amsterdam, par une délégation de 70 athlètes ne comprenant qu’une seule femme. Avec un bilan de 8 médailles dont 2 en or, elle se situe en  14e place au rang des nations. Comme durant l’édition précédente des Jeux olympiques d’été, c’est en  Gymnastique que les Tchécoslovaques se montrent à leur avantage en conquérant 5 médailles dont 1 en or. 

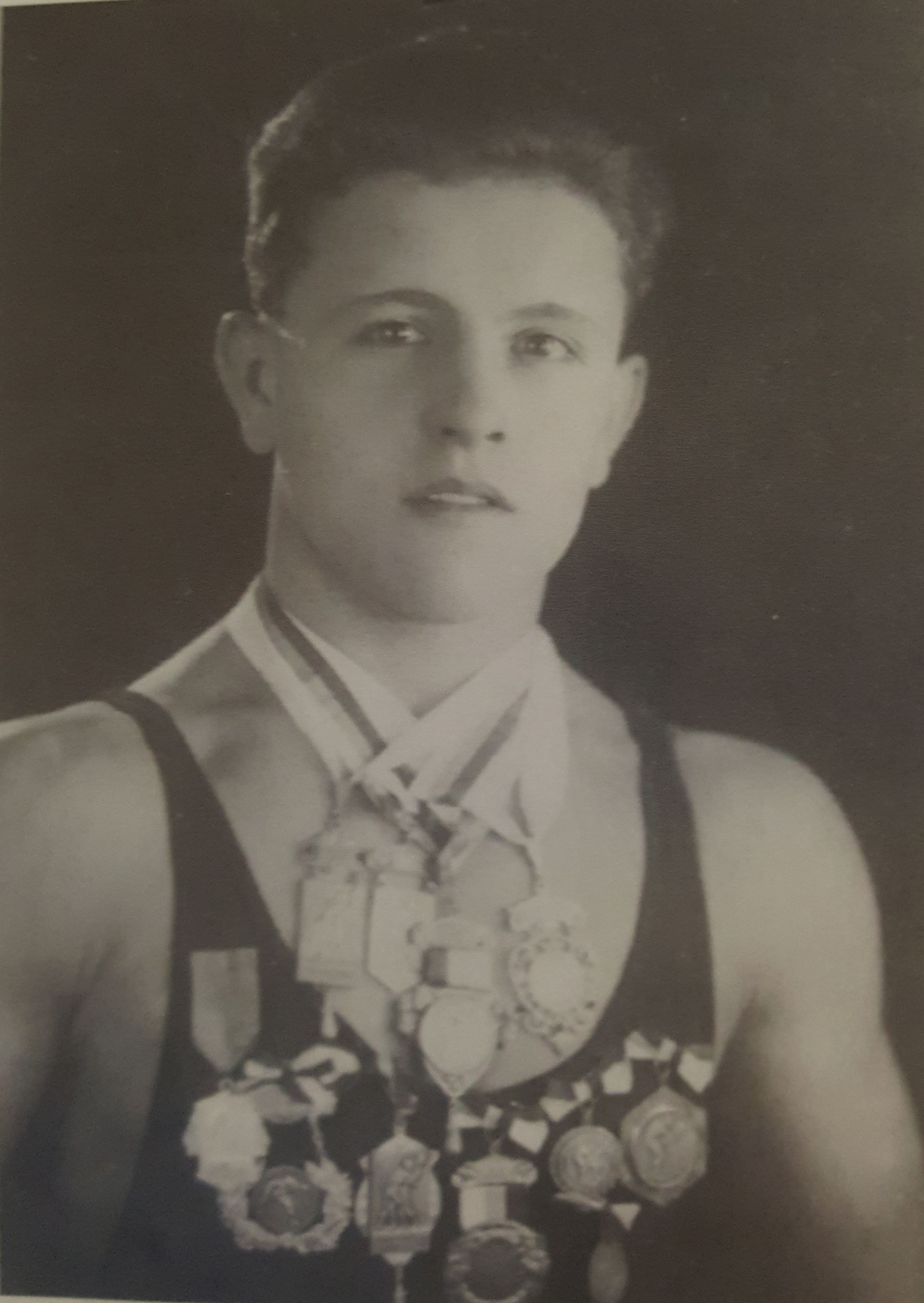
Jindrich Maudr vice-champion olympique en lutte gréco-romaine.

## Médailles
| Médaille                            | Nom | Sport         | Compétition                                  |
| ----------------------------------- | --- | ------------- | -------------------------------------------- |
| Médaille d'or, Jeux olympiques      | Ladislav Vacha | Gymnastique   | Barres parallèles hommes                     |
| Médaille d'or, Jeux olympiques      | Frantisek Ventura avec Eliot                                                                                           | Équitation    | Saut d'obstacles Épreuve individuelle hommes |
| Médaille d'argent, Jeux olympiques  | Josef Effenberger, Jan Gajdos Jan Koutny, Emanuel Löffler Bedrich Supcik, Ladislav Tikal Ladislav Vacha, Vaclav Vesely | Gymnastique   | Concours général par équipes hommes          |
| Médaille d'argent, Jeux olympiques  | Ladislav Vacha | Gymnastique   | Anneaux                                      |
| Médaille d'argent, Jeux olympiques  | Emanuel Löffler | Gymnastique   | Saut                                         |
| Médaille d'argent, Jeux olympiques  | Jan Hermanek | Boxe          | Poids moyens (-72,6 kg)                      |
| Médaille d'argent, Jeux olympiques  | Jindrich Maudr (en) | Lutte         | Lutte Gréco-Romaine Poids coq, -58 kg        |
| Médaille de bronze, Jeux olympiques | Emanuel Löffler | Gymnastique   | Anneaux                                      |
| Médaille de bronze, Jeux olympiques | Jaroslav Skobla | Haltérophilie | Lourds +82.5 kg                              |

## Sources
- (fr) Tchécoslovaquie sur le site du Comité international olympique
- (en) Bilan complet sur le site olympedia.org